# Ichneumon subdolus
Ichneumon subdolus là một loài tò vò trong họ Ichneumonidae.